# Pliken
Pliken is een bestuurslaag in het regentschap Banyumas van de provincie Midden-Java, Indonesië. Pliken telt 8160 inwoners (volkstelling 2010).